# Augustin Shackelpopoulos
Augustin Shackelpopoulos, né le 13 juin 1987, est un homme d'affaires, humoriste, vidéaste et acteur français.

## Biographie
Après avoir abandonné ses études de lettres, Augustin Shackelpopoulos se produit sur des scènes ouvertes à Paris. En 2011, il rencontre Sacha Béhar, avec qui il forme un duo comique. L'année suivante, il participe à l'émission Repérages de Canal+.
En 2014, il crée avec Béhar l'émission Fiche de Lecture, chroniques absurdes reprenant les codes des booktubeurs (vidéastes amateurs de littérature),,. Trois ans plus tard, un recueil adapté de la série est publié aux éditions Marabout.
En 2015, le duo crée la chaîne DAVA (Divertissement Ad Vitam Aeternam) sur YouTube, où sont dans un premier temps publiés des extraits de leurs performances à la Gaîté Lyrique, puis des vidéos en solo et duo,,. À partir de 2020, leur principal spectacle, également appelé DAVA et renouvelé chaque année, connaît des représentations en France et en Belgique.
En parallèle de son occupation d'humoriste, Augustin Shackelpopoulos est actif en tant qu'acteur. Il apparaît notamment dans des web-séries et des courts-métrages indépendants.

## Filmographie
Sources : IMDb et Unifrance,.

### Longs métrages
- 2020 : Impionçable de Babor Lelefan
- 2024 : L'Esprit Coubertin de Jérémie Sein : Consultant de droite
- 2025 : Un monde merveilleux de Giulio Callegari : Salarié autoroute

### Courts métrages
- 2017 : Plus fort que moi de Hania Ourabah
- 2018 : Saint-Jacques Gay-Lussac de Louis Séguin
- 2018 : 100 nuits avec Robert Walser de Agathe Lartigue
- 2020 : 40A : service Pierrick de Quentin Papapietro

### Télévision
- 2021 : Scènes de ménage
- 2024 : Ordures de Benjamin Nuel (voix)
- 2024 : Chamouxland de Camille Chamoux et Chloé Bailly

### Web-séries
- 2014-2017 : Fiche de Lecture, de Lancelot Bernheim et Raphaël de Tonnac (également scénariste)
- 2020 : 18h30 de Sylvain Gouverneur et Maxime Chamoux

### YouTube

#### Longs métrages
- 2021 : URDCUC
- 2022 : Talis Qualis
- 2024 : Tybalt

#### Moyen métrage
- 2019 : Triade MacDonald
- 2020 : Chombo Loco

## Podcast
- 2013 : Vos Gueules Les Mouettes, sur la radio PiiAF
- 2024 : Numérico

## Publication
- 2017 : Fiche de lecture (avec Sacha Béhar), éditions Marabout, 2017, 253 p.  (ISBN 978-2-501-08698-1)